# Регионална лига Републике Српске у фудбалу 2008/09.
Регионална лига Републике Српске у фудбалу 2008/09. је прво по реду такмичење Регионална лиге Републике Српске у организацији Фудбалског савеза Републике Српске. У сезони 2008/09. се такмичио 51 клуб  у четири групе, од чега у Групи Запад 14 ,Групи Центар 16, Групи Исток  14  те у Групи Југ 7 клубова.
У сезони 2007/08  најављена је реформа лигашког система у Републици Српcкој.Донесена је одлука да се поново формирају двије групе Друга лига РС умјесто три,те да се формира нови трећи ранг. Умјесто више група  Подручна лига РС формираће се Регионална лига РС у четири групе.
У групи Запад наступаће клубови Подручних савеза Приједор, Градишка и Бања Лука.У групи Центар клубови Подручног савеза Добој. У групи Исток наступаће клубови Подручног савеза Бијељина а у групи Југ клубови Подручних савеза Источно Сарајево и Требиње.
Побједници група Запад и Центар би попуњавали Друга лига РС
 Запад  а побједници група Исток и Југ Друга лига РС
 Исток.
Лига се попуњава најбољим тимовима Подручних лига,које постају четврти ранг у Републици Српској.

## Формирање лига
Лиге су  формиране од екипа које су испале из Друга лига РС и екипа из Подручна лига РC,које су то оcтвариле пласманом на табели  уз уважавање географског положаја екипа и припадности одређеном Подручном савезу.

## Регионалнa лигa PC - Запад
| Клуб                     | Лига                               |
| ------------------------ | ---------------------------------- |
| ФК Братство Козинци      | испао из Друга лига РС Запад       |
| ФК Врбас Бања Лука       | испао из Друга лига РС Запад       |
| ОФК Лауш Бања Лука       | испао из Друга лига РС Запад       |
| ФК Лијевче Нова Топола   | испао из Друга лига РС Запад       |
| ФК Слога Саничани        | испао из Друга лига РС Запад       |
| ФК Борац Козарска Дубица | drugи Подручна лига PС Приједор    |
| ФК Братство Козарац      | трећи Подручна лига PС Приједор    |
| ФК Гомјеница Приједор    | четврти Подручна лига PС Приједор  |
| ФК Напријед Бања Лука    | drugи Подручна лига PС Бања Лука   |
| ФK Жељезничар Бања Лука  | трећи Подручна лига PС Бања Лука   |
| ФК Челинац Челинац       | четврти Подручна лига PС Бања Лука |
| ФК Омладинац Брестовчина | први Подручна лига PС Градишка     |
| ФК Црвена земља Нова Вес | други Подручна лига PС Градишка    |
| ФК Дубраве Дубраве       | трећи Подручна лига PС Градишка    |

## Регионална лига РС Центар
| Клуб                           | Лига                                 |
| ------------------------------ | ------------------------------------ |
| ФК Слобода Велика Сочаница     | први Подручна лига PС Добој-Запад    |
| ФК Звијезда Какмуж             | други Подручна лига PС Добој-Запад   |
| ФК Задругар Сијековац          | трећи Подручна лига PС Добој-Запад   |
| ФК Слога Дуго Поље             | четврти Подручна лига PС Добој-Запад |
| ФК Наша крила Костајница       | пети Подручна лига PС Добој-Запад    |
| ФК Никос Канбера               | шести Подручна лига PС Добој-Запад   |
| ФК Рудар Станари               | седми Подручна лига PС Добој-Запад   |
| ФК Полет Човић Поље            | први Подручна лига PС Добој-Исток    |
| ФК Пелагићево Пелагићево       | drugи Подручна лига PС Добој-Исток   |
| ФK Посавина Милошевац          | трећи Подручна лига PС Добој-Исток   |
| ФК Будућност Горња Слатина     | четврти Подручна лига PС Добој-Исток |
| ФК Трешњевка Црквина           | пети Подручна лига PС Добој-Исток    |
| ФК Младост Доња Слатина        | шести Подручна лига PС Добој-Исток   |
| ФК Хајдук Баткуша              | седми Подручна лига PС Добој-Исток   |
| ФК Звијезда Гајеви             | осми Подручна лига PС Добој-Исток    |
| ФК Кладари Горњи Кладари Горњи | први Међуопштинска лига Добој-Исток  |

## Регионална лига РС Исток
| Клуб                             | Лига                                    |
| -------------------------------- | --------------------------------------- |
| ФК Младост Сандићи               | испао из Друга лига РС Центар           |
| ФК Младост Лончари               | испао из Друга лига РС Центар           |
| ФК БСК Лединци Батковић          | испао из Друга лига РС Центар           |
| ФК Братсtво Братунац             | испао из Друга лига РС Југ              |
| ФК Мајевица Лопаре               | други Подручна лига PС Бијељина-Запад   |
| ФК Грчица Брчко                  | трећи Подручна лига PС Бијељина-Запад   |
| ФК Младост Богутово Село         | четврти Подручна лига PС Бијељина-Запад |
| ФК Семберија Гај Чађавица Средња | други Подручна лига PС Бијељина-Исток   |
| ФК Слога Унитед Бијељина         | трећи Подручна лига PС Бијељина-Исток   |
| ФK Дрина Амајлије                | четврти Подручна лига PС Бијељина-Исток |
| ФK Раднички Каракај              | други Подручна лига PС Зворник          |
| ФК Губер Сребреница              | трећи Подручна лига PС Зворник          |
| ФК Бирач Дервента                | четврти Подручна лига PС Зворник        |
| ФК Српски соко Челопек           | пети Подручна лига PС Зворник           |

## Регионална лига РС - Југ
| Клуб                   | Лига                       |
| ---------------------- | -------------------------- |
| ФК Рудо Рудо           | испао из Друга лига РС Југ |
| ФК Херцеговац Билећа   | испао из Друга лига РС Југ |
| ФК Стакорина Чајниче   | испао из Друга лига РС Југ |
| ФК Жељезница Трново    | испао из Друга лига РС Југ |
| ФК Калиновик Калиновик | активирао се               |
| ФК Рудар Миљевина      | активирао се               |
| OФК Касиндо Касиндо    | активирао се               |